# Sebastiano Esposito
Pour les articles homonymes, voir Esposito.
Sebastiano Esposito, né le 2 juillet 2002 à Castellammare di Stabia en Italie, est un footballeur italien, qui évolue au poste d'avant-centre au sein du Cagliari Calcio, en prêt de l'Inter Milan.
Il est le petit frère de Salvatore Esposito.

## Biographie

### Débuts à l'Inter Milan
Né à Castellammare di Stabia en Italie, Sebastiano Esposito est formé par le Brescia Calcio avant de rejoindre l'Inter Milan en 2014, où il poursuit sa formation. Le 14 mars 2019, il joue son premier match en professionnel à 16 ans, en entrant en jeu à la place de Borja Valero lors du huitième de finale retour de Ligue Europa face à l'Eintracht Francfort. Les Milanais perdent cette rencontre sur le score de un but à zéro. En jouant ce match Sebastiano Esposito devient le premier joueur né en 2002 à jouer la Ligue Europa et le plus jeune joueur de l'Inter à participer à une coupe d'Europe.
En octobre 2019, il fait ses débuts en Ligue des champions, en remplaçant Romelu Lukaku à la 62e minute de jeu face au Borussia Dortmund (victoire 2-0). Le 21 décembre 2019, il inscrit son premier but en professionnel, lors de la victoire de l'Inter en championnat face au Genoa (4-0).
Le 8 mai 2020, il est inclus dans le top 50 des meilleurs jeunes au niveau mondial par le site spécialisé de Football Talent Scout.

### Prêts à la SPAL et Venise
Le 15 janvier 2021, après un prêt à la SPAL où il manque de temps de jeu, Esposito est prêté au Venise FC jusqu'à la fin de la saison. Avec Venise il inscrit deux buts en championnat, le premier sur la pelouse de l'AC Monza le 20 mars 2021 (1-4 pour Venise) et le second face au Cosenza Calcio le 11 avril 2021, contribuant ainsi à la victoire de son équipe (3-0).

### FC Bâle
Le 13 juillet 2021, Sebastiano Esposito est prêté au FC Bâle pour une saison avec option d'achat. Il s'illustre dès son premier match, le 25 juillet 2021 contre le Grasshopper Zurich, lors de la première journée de la saison 2021-2022 de Super League, en inscrivant son premier but. Titularisé dans une position de second attaquant, il contribue ainsi à la victoire de son équipe par deux buts à zéro. Esposito fait forte impression lors de ses débuts en inscrivant quatre buts et délivrant quatre passes décisives lors de ses deux premiers mois avec Bâle.

### RSC Anderlecht
Le 4 juillet 2022, Sebastiano Esposito est de nouveau prêté par l'Inter Milan, cette fois-ci au RSC Anderlecht pour une saison avec option d'achat,.
Le 13 novembre 2022, les médias annoncent que Sebastiano Esposito est retourné en Italie et qu'un accord doit être conclu entre le joueur et la direction du club bruxellois pour mettre fin au prêt du joueur.

### SSC Bari
Le 31 janvier 2023, Sebastiano Esposito est prêté jusqu'à la fin de la saison au SSC Bari, en deuxième division italienne.

### Sampdoria Gênes et Empoli
En août 2023, Sebastiano Esposito est prêté pour une saison à un autre club de Serie B, la Sampdoria de Gênes,.
Le 17 juillet 2024, Sebastiano Esposito rejoint l'Empoli FC sous la forme d'un prêt d'une saison.

### En équipe nationale
Avec les moins de 17 ans, il participe au championnat d'Europe des moins de 17 ans en 2019. Il est titulaire lors de cette compétition où il inscrit quatre buts, faisant de lui le deuxième meilleur buteur de la compétition. Il marque trois buts lors du premier tour, contre l'Allemagne, l'Autriche et l'Espagne. Il délivre ensuite une passe décisive en quart de finale face au Portugal. Il marque enfin un but en demi-finale contre l'équipe de France. Son équipe s'incline en finale face aux Pays-Bas au terme d'un match prolifique en buts (4-2).
Le 13 novembre 2019, pour son premier match avec les moins de 19 ans, Esposito inscrit un but et délivre une passe décisive face à Malte (en), contribuant à la victoire de son équipe (2-0). Il réalise la même performance trois jours plus tard face à Chypre (en) (victoire 2-0 des Italiens).
Le 3 septembre 2020, Sebastiano Esposito joue son premier match avec l'équipe espoirs d'Italie contre la Slovénie. Il est titularisé et son équipe s'impose par deux buts à un.

## Statistiques
| Saison                | Club                  | Championnat           | Championnat | Championnat | Championnat | Coupe(s) nationale(s) | Coupe(s) nationale(s) | Coupe(s) nationale(s) | Compétition(s) continentale(s) | Compétition(s) continentale(s) | Compétition(s) continentale(s) | Compétition(s) continentale(s) | Barrages | Barrages | Barrages | Coupe du monde des clubs | Coupe du monde des clubs | Coupe du monde des clubs | Total | Total | Total |
| Saison                | Club                  | Division              | M.          | B.          | P.d.        | M.                    | B.                    | P.d.                  | Comp.                          | M.                             | B.                             | P.d.                           | M.       | B.       | P.d.     | M.                       | B.                       | P.d.                     | M.    | B.    | P.d.  |
| 2018-2019             | Inter Milan           | Serie A               | -           | -           | -           | -                     | -                     | -                     | C3                             | 1                              | 0                              | 0                              | -        | -        | -        | -                        | -                        | -                        | 1     | 0     | 0     |
| 2019-2020             | Inter Milan           | Serie A               | 7           | 1           | 0           | 2                     | 0                     | 0                     | C1+C3                          | 3+2                            | 0+0                            | 0+0                            | -        | -        | -        | -                        | -                        | -                        | 14    | 1     | 0     |
| 2024-2025             | Inter Milan           | Serie A               | 0           | 0           | 0           | 0                     | 0                     | 0                     | C1                             | -                              | -                              | -                              | -        | -        | -        | 4                        | 0                        | 0                        | 4     | 0     | 0     |
| Sous-total            | Sous-total            | Sous-total            | 7           | 1           | 0           | 2                     | 0                     | 0                     | -                              | 6                              | 0                              | 0                              | 0        | 0        | 0        | 4                        | 0                        | 0                        | 19    | 1     | 0     |
| 2020-2021             | SPAL (prêt)           | Serie B               | 10          | 1           | 0           | 3                     | 0                     | 0                     | -                              | -                              | -                              | -                              | -        | -        | -        | -                        | -                        | -                        | 13    | 1     | 0     |
| 2020-2021             | Venise FC (prêt)      | Serie B               | 18          | 2           | 1           | -                     | -                     | -                     | -                              | -                              | -                              | -                              | 1        | 0        | 0        | -                        | -                        | -                        | 19    | 2     | 1     |
| 2021-2022             | FC Bâle (prêt)        | Super League          | 23          | 6           | 5           | 1                     | 0                     | 0                     | C4                             | 10                             | 1                              | 4                              | -        | -        | -        | -                        | -                        | -                        | 34    | 7     | 9     |
| 2022-2023             | RSC Anderlecht (prêt) | Pro League            | 14          | 1           | 0           | -                     | -                     | -                     | C4                             | 7                              | 1                              | 0                              | -        | -        | -        | -                        | -                        | -                        | 21    | 2     | 0     |
| 2022-2023             | SSC Bari (prêt)       | Serie B               | 11          | 4           | 2           | -                     | -                     | -                     | -                              | -                              | -                              | -                              | 4        | 0        | 0        | -                        | -                        | -                        | 15    | 4     | 2     |
| 2023-2024             | UC Sampdoria (prêt)   | Serie B               | 23          | 6           | 4           | -                     | -                     | -                     | -                              | -                              | -                              | -                              | -        | -        | -        | -                        | -                        | -                        | 23    | 6     | 4     |
| 2024-2025             | Empoli (prêt)         | Serie A               | 33          | 8           | 0           | 4                     | 2                     | 1                     | -                              | -                              | -                              | -                              | -        | -        | -        | -                        | -                        | -                        | 37    | 10    | 1     |
| Total sur la carrière | Total sur la carrière | Total sur la carrière | 139         | 29          | 12          | 10                    | 2                     | 1                     | -                              | 23                             | 2                              | 0                              | 5        | 0        | 0        | 4                        | 0                        | 0                        | 181   | 33    | 13    |

### Équipe nationale[23]
| Saisons     | Équipes     | Compétitions          | J. | B. | p.d. | CJ. | CR. |
| ----------- | ----------- | --------------------- | -- | -- | ---- | --- | --- |
| 2019        | Italie U 17 | Euro U 17 Qualif.     | 6  | 5  | -    | 1   | 0   |
| 2019        | Italie U 19 | Amical International. | 1  | 1  | -    | 0   | 0   |
| 2019        | Italie U 17 | Euro U 17             | 6  | 4  | 2    | 0   | 0   |
| 2020        | Italie U 19 | Euro U 19 Qualif.     | 3  | 2  | 4    | 1   | 0   |
| 2020        | Italie U 21 | Amical International. | 1  | 0  | -    | 0   | 0   |
| 2021 - 2022 | Italie U 20 | Elite League U 20     | 2  | 0  | -    | 0   | 0   |
| 2022        | Italie U 21 | Euro U 21 Qualif.     | 4  | 0  | 0    | 0   | 0   |
| 2022        | Italie U 21 | Amical International. | 2  | 0  | -    | 0   | 0   |
| Total.      | Total.      | Total.                | 25 | 12 | 6    | 2   | 0   |

## Palmarès

### En sélection
| Italie -17 ans - Championnat d'Europe -17 ans - Finaliste en 2019. |

### Distinction personnelle
Il remporte le trophée de meilleur joueur du championnat d'Europe des moins de 17 ans en 2019[réf. nécessaire].